# 畠田理恵
畠田 理恵（はただ りえ、1970年〈昭和45年〉11月10日 - ）は、日本の元歌手、元女優。戸籍本名、羽生 理恵（はぶ りえ）。旧姓、畠田。「恵」の右上に「`」をつけた表記（本名で本来の表記）だった時期がある。

## 略歴
大阪府大阪市に生まれて、大阪府和泉市に育ち、地元の和泉市立伯太小学校に通う。両親の離婚を機に大阪市福島区吉野小学校へ編入、母親の化粧品店開業に伴い箕面市へ。中学は箕面市立第二中学校卒業。
箕面市内で資生堂化粧品店を経営する母と母娘二人暮らし。兄妹はいない。
大阪市福島区のちゃんこ鍋屋『ちゃんこたつみ』は元々叔母が経営する店で祖父は関わっておらず、現在営業されている店も経営は親族から離れており、本人と一切の関係は無し。
1985年10月26日、オーディション「'86ミスヘアコロン・イメージガール・コンテスト」に応募しMomoco賞を受賞。
1986年4月29日、大阪福島女子高等学校（現好文学園女子高等学校）在学中に、学習研究社（現学研ホールディングス）発行の月刊雑誌『Momoco』主催のイベント「'86 MOMOCO PARTY」において開された「第2回ミスモモコクラブ」オーディションで「ミスMomoco」グランプリを受賞（桃組出席番号1404番）。ビッグアップルにスカウトされ、芸能界入りのため同校を中退して上京。『Momoco』（学習研究社）グラビアや、TBSテレビの『モモコクラブ』にレギュラー出演する。
1987年3月3日、ワーナー・パイオニア（現ワーナーミュージック・ジャパン）のリプリーズレーベルより「ここだけの話 〜オフレコ〜」でアイドル歌手としてもデビュー。当時未成年ながらも大胆な歌詞を歌いこなし話題になった。
人形のような容姿の正統派美少女キャラクターが売りだったが（文化放送『青春キャンパス』に出演した際、谷村新司に「ガラスケースに入れて飾って置きたくなるような子だ」と評された）、自身のサイン会イベントで自ら司会を務めてマニアックなファンへの対応をこなしてみせる等の才能ものぞかせた。バーニングプロダクション一押しの新人アイドル歌手で、デビュー当時は同じレコード会社の同期でデビューした森高千里よりもプロモーション等に力を入れてもらっていた。同年の賞レースにも多く参加し、『第29回日本レコード大賞』では、その年にデビューした歌手のTOP5にも選ばれるなど好調な1年目だった。
1988年、1年目の中森明菜路線から菊池桃子の路線へと変更したシングル「Kissよりつねって」を発売。また、同年、秋に発売されたシングル「ソノ気にさせて」は当初同じ系列事務所、渡辺美奈代がシングルとして発売する予定の曲だった。その後歌手中心の活動から女優メインの活動へ転向してゆく。
1990年 - 91年に放送されたNHKの連続テレビ小説『京、ふたり』で、ダブルヒロイン（主人公）の一人（もう一人は山本陽子）として漬物屋の若女将役を務める。また、この時期デビュー当時から所属していた事務所ビッグアップルを辞め、アップフロントエージェンシー（旧法人、現アップフロントプロモーション）に移籍し、更に1992年にレコード会社をポリスターに移籍し、“Rie”としてシングル「ミ・ディオス 〜RAILA〜」で再活動した。また、数多くのドラマに出演した。
1996年2月19日、東京駅八重洲中央口で46歳のホームレスに襲われた。腰のあたりを蹴られたため、救急車で聖路加国際病院に運ばれ、そのまま入院した。
1996年3月28日、将棋棋士の羽生善治と結婚し、芸能活動を引退。
1998年8月、目黒区自由が丘に完全無農薬のおにぎり店「リトルキッチン」を開いたが、手伝っていた実母がC型肝炎を発症し、看病に専念するため、1999年3月に閉店した。当時はC型肝炎に対する偏見も根強く、客の心理を考え、閉店の理由を「経営不振のため」とした（実際は利益も出ていた）。
1997年にはNHKの連続テレビ小説『ふたりっ子』に夫婦揃って特別ゲスト出演した。
2016年頃よりTwitterアカウントで情報を発信している。アヒルやウサギ等の動物に関連した話題や画像のツイートが数多いが、夫の羽生善治や将棋関連の話題もツイートすることがある。またネット上のマナーには厳しい姿勢を見せており、夫の善治がSNS上で誹謗中傷を何かと受けたことには法的措置を考えると述べたことがある。
2024年4月15日、自身のSNSにて夫である日本将棋連盟会長・羽生善治九段から結婚28年目で初めて結婚指輪（ティファニー製）をプレゼントされたことを明らかにした。羽生九段は「お待たせしました。これからもどうぞよろしくお願いします」と自身のSNSでコメントした。

## 所属事務所経歴
ビッグアップル → アップフロントエージェンシー（現：アップフロントプロモーション） → エムアール

## ディスコグラフィー

### シングル
| No. | タイトル                  | 発売日         | 最高位 | 作者                                                       | 備考 |
| --- | ------------------------- | -------------- | ------ | ---------------------------------------------------------- | --- |
| 1st | ここだけの話 〜オフレコ〜 | 1987年3月3日   | 13位   | 作詞: 麻生圭子 作曲: 山本達彦 編曲: 中村哲                 | ― |
| 1st | ここだけの話 〜オフレコ〜 | 1987年3月3日   | 13位   | 作詞: 麻生圭子 作曲: 山本達彦 編曲: 中村哲                 | B/W - 1 ： 風のアフロディテ B/W - 2 ： 理恵3.3.クイズ解答 作詞：田口俊 作曲：安藤まさひろ 編曲：中村哲 （CDシングル『ここだけの話 〜オフレコ〜』 c/w: ター ミナル(10SL-107)は1988年3月25日発売） |
| 2nd | ターミナル                | 1987年6月17日  | 12位   | 作詞: 亜蘭知子 作曲: 松岡直也 編曲: 松岡直也               | ― |
| 2nd | ターミナル                | 1987年6月17日  | 12位   | 作詞: 亜蘭知子 作曲: 松岡直也 編曲: 松岡直也               | B/W ： ミスコンセプト 〜思いちがい〜 作詞：佐藤純子 作曲：和泉常寛 編曲：中村哲 （CDシングル『ここだけの話 〜オフレコ〜』 c/w: ター ミナル(10SL-107)は1988年3月25日発売）                        |
| 3rd | 人見知り                  | 1987年9月22日  | 21位   | 作詞: 麻生圭子 作曲: 飛鳥涼 編曲: 瀬尾一三                 | 「第29回日本レコード大賞」新人賞ノミネート曲 |
| 3rd | 人見知り                  | 1987年9月22日  | 21位   | 作詞: 麻生圭子 作曲: 飛鳥涼 編曲: 瀬尾一三                 | B/W ： テロップ 作詞：松本一起 作曲：斉藤英夫 編曲：椎名和夫 （CDシングル『Kissよりつねって』 c/w: 人見知り(10 SL-111)は1988年3月25日発売）                                                      |
| 4th | Kissよりつねって          | 1988年1月25日  | 28位   | 作詞: 芹沢類 作曲: 井上玲乙奈 編曲: 瀬尾一三               | テレビ朝日系ドラマ『あぶない雑居カップル』挿入歌 |
| 4th | Kissよりつねって          | 1988年1月25日  | 28位   | 作詞: 芹沢類 作曲: 井上玲乙奈 編曲: 瀬尾一三               | B/W ： 春はあけぼの 作詞：麻生圭子 作曲・編曲：佐藤準 （CDシングル『Kissよりつねって』 c/w: 人見知り(10 SL-111)は1988年3月25日発売）                                                             |
| 5th | ソノ気にさせて            | 1988年9月25日  | 72位   | 作詞: 文園千津子 作曲: 鈴木慶一・渚十吾 編曲: かしぶち哲郎 | 01. ソノ気にさせて |
| 5th | ソノ気にさせて            | 1988年9月25日  | 72位   | 作詞: 文園千津子 作曲: 鈴木慶一・渚十吾 編曲: かしぶち哲郎 | 02. Public Telephone |
| 6th | 花と小父さん              | 1989年12月10日 | 位     | 作詞: 浜口庫之助 作曲: 浜口庫之助 編曲: 若草恵             | 01. 花と小父さん フジテレビ系ドラマ『花と小父さん』主題歌。伊東きよ子のカバー。 |
| 6th | 花と小父さん              | 1989年12月10日 | 位     | 作詞: 浜口庫之助 作曲: 浜口庫之助 編曲: 若草恵             | 02. ゆめ旅人 |
| 7th | ミ・ディオス 〜RAILA〜    | 1992年7月25日  | 位     | 作詞: Rie 作曲: 辻畑鉄也 編曲: 萩田光男                    | ポリスター移籍第1弾シングル 2曲とも本人（Rie 名義）による作詞 01. ミ・ディオス 〜RAILA〜 |
| 7th | ミ・ディオス 〜RAILA〜    | 1992年7月25日  | 位     | 作詞: Rie 作曲: 辻畑鉄也 編曲: 萩田光男                    | 02. 意味深DRIVE★ 作詞：Rie 作曲：谷本新 編曲：水島康貴 03. ミ・ディオス 〜RAILA （オリジナル・カラオケ）〜 04. 意味深DRIVE★ （オリジナル・カラオケ）                                             |
| 8th | 冬のひまわり              | 1993年1月25日  | 位     | 作詞: Rie 作曲: 都志見隆 編曲: 萩田光男                    | ラストシングル アーティスト名Rieでの作品 2曲とも本人（Rie）による作詞 01. 冬のひまわり |
| 8th | 冬のひまわり              | 1993年1月25日  | 位     | 作詞: Rie 作曲: 都志見隆 編曲: 萩田光男                    | 02. 地球が今こわれても… 作曲：岩田雅之 編曲：佐藤準 03. 冬のひまわり （オリジナル・カラオケ） 04. 地球が今こわれても… （オリジナル・カラオケ）                                                   |

### アルバム
|            | タイトル                          | 発売日         | 最高位                | 収録曲 |
| ---------- | --------------------------------- | -------------- | --------------------- | --- |
| 1st        | PREMIER（プルミエ）               | 1987年5月1日   | 29位（LP）            | 01. いっそあなたに 02. 渚のスカウト 03. 七夕の夜に 04. 夜明けの月に悲しみを 05. プラス・マイナス・ゼロ 06. SATISFACTION 07. ここだけの話 〜オフレコ〜 08. 季節にブレイク 09. 反レトロ 10. マグネティック・トワイライト                                                                                |
| Mini Best  | Liaison ―RIE HATADA MINI BEST＋1― | 1988年10月25日 | 59位（LP） 69位（CD） | 01. ここだけの話 〜オフレコ〜 02. ターミナル 03. 人見知り 04. Kissよりつねって 05. ソノ気にさせて 06. KA・TA・KU・NA |
| 2nd        | PUR                               | 1993年2月25日  |                       | 01. 冬のひまわり 02. l'air pur 03. 紫陽花 04. Libra 05. 星月夜 〜Starlit night〜 06. ミ・ディオス 〜RAILA〜 07. 心の休日 08. 嘘つきが好きよ 09. 誕生日の魔法 10. 地球が今こわれても… 全曲本人（Rie名義）による作詞 アーティスト名Rieによる作品                                                        |
| 再発廉価盤 | Q盤 音泉1500 SERIES PREMIER ＋5   | 1996年4月25日  |                       | 01. いっそあなたに 02. 渚のスカウト 03. 七夕の夜に 04. 夜明けの月に悲しみを 05. プラス・マイナス・ゼロ 06. SATISFACTION 07. ここだけの話 〜オフレコ〜 08. 季節にブレイク 09. 反レトロ 10. マグネティック・トワイライト 11. ターミナル 12. Kissよりつねって 13. 人見知り 14. 花と小父さん 15. ゆめ旅人 |

## 出演

### 映画
- 童貞物語（1986年）

- この胸のときめきを（1988年）

### テレビドラマ
- ママはアイドル 第1話オープニング直後（1987年、TBS系） - 畠田理恵としてカメオ出演
- 月曜ドラマランド『藤子不二雄のバケルくん』（1987年5月4日、フジテレビ）主演 - 須方カワリ / バケ田バケル（二役） 役
- あぶない雑居カップル（1988年、テレビ朝日）
- 隠密・奥の細道 第8話「松島の波に砕けた母子舟」（1988年、テレビ東京）
- 火曜スーパーワイド （テレビ朝日）
  - 「親分の後妻は聖女」（1989年3月21日）
  - 「（秘）桜荘のあぶない女たち2 東京下町レディース旅館 桃色吐息なみだがホロリ」（1989年6月20日）
  - 「霊界捜査II 日本ロマンチック街道殺人事件」（1989年8月8日）
- 土曜ワイド劇場（テレビ朝日）
  - 「OL潜入！ニッポン風俗名所 新宿-道頓堀-中洲 危険旅行」（1989年6月17日）
  - 「新・赤かぶ検事奮戦記」（1994年 - 1995年） - 柊葉子 役
  - 「終着駅シリーズ 誇りある被害者 新宿-白馬、L特急あずさが結ぶ複合殺人」（1996年1月27日） - 川岸由紀子 役
- 親分の後妻は聖女（1989年、テレビ朝日）
- 男と女のミステリー （フジテレビ）
  - 「花と小父さん」（1990年2月16日）[8]
- 水曜グランドロマン 「風紋」 （1990年7月11日、日本テレビ）
- 名奉行 遠山の金さん 第3シリーズ 第2話「お婆ちゃんの隠し財産を狙え!」（1990年7月12日、テレビ朝日 / 東映） - お妙 役
- 春のドラマスペシャル 「Y殺人事件 湯けむりスキーと女子大生!?」（1990年3月29日、TBS）
- 花燃える日日 野望の国・第二部（1990年、日本テレビ）
- 連続テレビ小説 （NHK総合）
  - 「京、ふたり」（1990年 - 1991年） - 中村愛子 役
  - 「ふたりっ子」（1996年 - 1997年）※特別ゲスト
- 火曜ミステリー劇場 「逃亡者 十年目のめぐり逢い」（1991年7月30日、テレビ朝日）
- 世にも奇妙な物語（フジテレビ）
  - 第2シリーズ 「ルームメイト」（1991年5月15日）
  - 第2シリーズ 「毛皮が脱げない」（1991年12月5日）
- しゃぼん玉（1991年、フジテレビ）
- 花王ファミリースペシャル （関西テレビ）
  - 「千代の富士物語 第2部 青春編」（1992年）
  - 「千代の富士物語 第3部 栄光への道」（1992年）
  - 裸の大将 第61話「清のお見合い縁結び」（1993年5月16日） - 千堂いずみ
- 不思議サスペンス 「たった一人」（1992年8月17日、関西テレビ） - 永井梨恵子
- 新選組 池田屋の血闘 （1992年10月2日、TBS）
- 領収書物語 （1993年1月3日、関西テレビ）
- 結婚 私が好きですか （1993年4月 - 9月、朝日放送）
- 結婚・私が好きですか 「夢を破る赤い衝撃！」（1993年5月18日、朝日放送）
- 孤臣 お命守り申し候（1993年10月1日、TX） - 菊姫 役
- 父子鷹（1993年、日本テレビ）
- 時代劇スペシャル 「闇の狩人」 （1994年4月1日、テレビ東京 / 松竹） - おみち / お順（二役）
- 大江戸風雲伝（1994年、NHK総合）
- 水戸黄門 第23部 第13話「姫様狙う悪の罠・福井」 （1994年10月31日、TBS系） - 福姫 役
- NHK大河ドラマ 「八代将軍 吉宗」（1995年、NHK総合） - 比宮培子（家重正室）
  - 第39話「自由にて候」
  - 第40話「都鳥あわれ」
- 味いちもんめ（1995年、テレビ朝日） - 奈美 役
- 高橋英樹特選時代劇 「お助け信兵衛人情子守唄」（1995年7月25日、日本テレビ） - おぶん

### バラエティ
- モモコクラブ（TBS）

### CM
- 日光堂 「カラオケBMB」
- 国税庁 確定申告PR
- メガネスーパー
- 昭和産業 「SHOWAギフトセット」